# Pozzuoli
Pozzuoli (in römischer Zeit Puteoli, „Kleine Brunnen“) ist eine Stadt mit 76.255 Einwohnern (Stand 31. Dezember 2023) in der italienischen Region Kampanien, am Golf von Pozzuoli, westlich von Neapel am Golf von Neapel. Der vulkanisch geprägte Ort ist das wichtigste Zentrum der Phlegräischen Felder.

## Geschichte
Pozzuoli wurde im Jahre 531 v. Chr. von einer Gruppe griechischer Kolonisten aus Samos, die vor der Tyrannei des Polykrates geflohen waren, als Dikaiarcheia („gerechte Regierung“) gegründet. Dikaiarcheia, das über einen ausgezeichneten Naturhafen verfügte, diente der griechischen Kolonie Kyme als Handelshafen und gehörte zur Magna Graecia.
Als die Stadt 194 v. Chr. römische Kolonie wurde, benannte man sie um in Puteoli. Durch seine Nähe zu Capua und zur Via Appia gewann der Hafen für den Handels- und Personenverkehr weiter an Bedeutung und wurde am Anfang des 2. Jahrhunderts v. Chr. durch eine Mole vor den gefährlichen Südwinden geschützt. Die Getreidelieferungen zur Versorgung Roms, die per Schiff via Alexandria aus Ägypten kamen, wurden hier angelandet. Auch eine nabatäische Handelsniederlassung mit einem Dusares-Tempel bestand dort.
Puteoli war in republikanischer Zeit der wichtigste Hafen Roms und spielte auch nachdem der Hafen in Ostia von Kaiser Claudius ausgebaut worden war eine so wichtige Rolle, dass, wie Tacitus berichtet, erwogen wurde, von dort einen Kanal bis Rom zu bauen. 139 n. Chr. ließ Kaiser Antoninus Pius die beschädigte Mole wieder instand setzen. Sie war 372 Meter lang und 15 bis 16 Meter breit und ruhte auf 15 Pfeilern, die durch Bogenkonstruktionen miteinander verbunden waren.

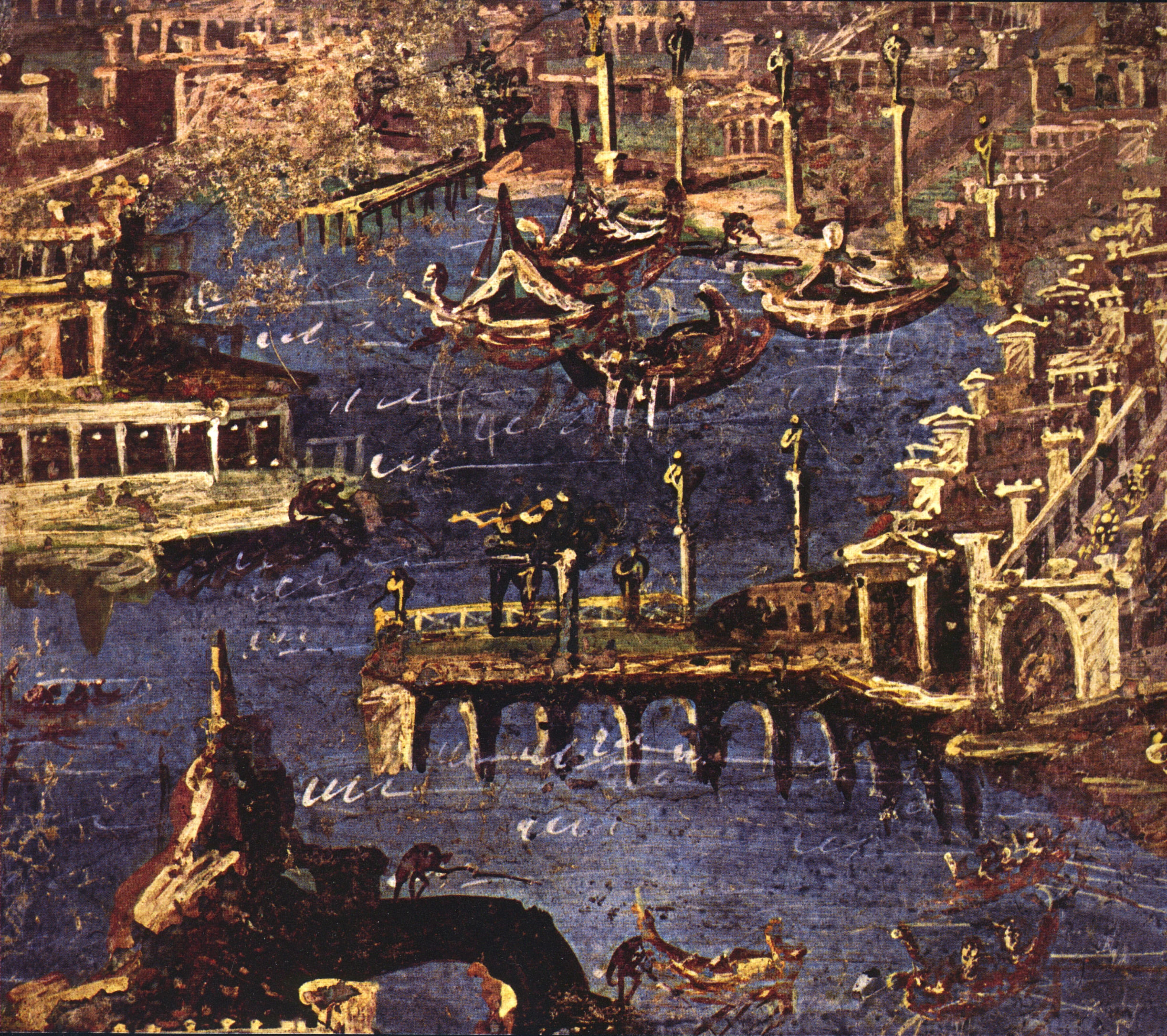
Fresko aus Stabiae. Abgebildet ist wahrscheinlich der Hafen von Puteoli.

Wie man von Abbildungen auf römischen Glasflaschen und von einer mittelalterlichen, heute verschollenen, Kopie einer Wandmalerei weiß, war die Mole mit Triumphbögen und Säulen geschmückt. Heute ist von diesem antiken Bauwerk nichts mehr zu sehen, da die letzten erhaltenen Reste im Jahr 1930 mit einer neuzeitlichen Mole überbaut wurden.
In der augusteischen Zeit entstand am Ort die epigraphisch festgehaltene und in Fragmenten erhalten gebliebene lex Puteolana, ein Bestattungsgesetz, dessen Analyse zum Verständnis des römischen Rechts außerhalb der Stadt Rom beiträgt.
Im Jahre 39 ließ Caligula eine Schiffsbrücke von Puteoli bis ins gegenüber liegende, zwei Meilen entfernte, Baiae errichten. Anschließend ritt er auf einem Pferd, angetan mit dem Brustpanzer Alexanders des Großen, über die Brücke und strafte damit eine Prophezeiung eines Astrologen Lüge, der behauptete, er habe so viele Chancen, Kaiser zu werden wie es möglich sei, mit einem Pferd über den Golf nach Baiae zu reiten.
Die heißen Quellen wurden schon in der Antike als Heilbäder genutzt. Um 1220 verfasste Petrus von Ebulo mit dem De balneis puteolanis ein Lehrbuch über die Heilwirkungen der jeweiligen Quellen von Pozzuoli. 
Im Zuge der achttägigen Monte-Nuovo-Eruption 1538 wurde der Ort schwer in Mitleidenschaft gezogen. Etwa 90 % der Gebäude wurden bei dem bislang letzten Vulkanausbruch auf den Phlegräischen Feldern zerstört oder schwer beschädigt. Auch wenn Pozzuoli umgehend wieder aufgebaut wurde, verlor er seine Bedeutung als Thermalort, da infolge des Ausbruches viele Thermalquellen versickert oder verschüttet worden waren.

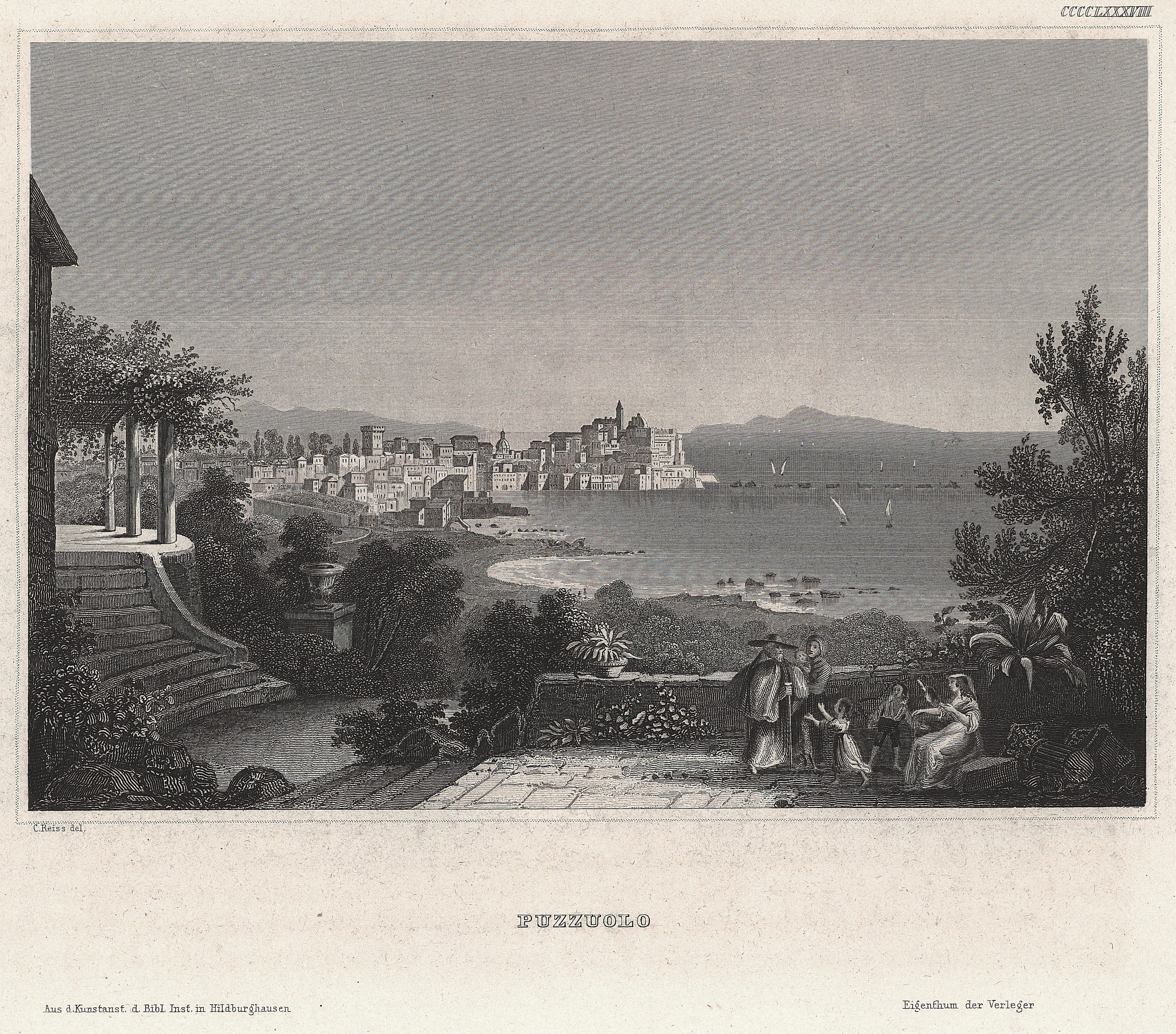
Blick auf Pozzuoli 1844
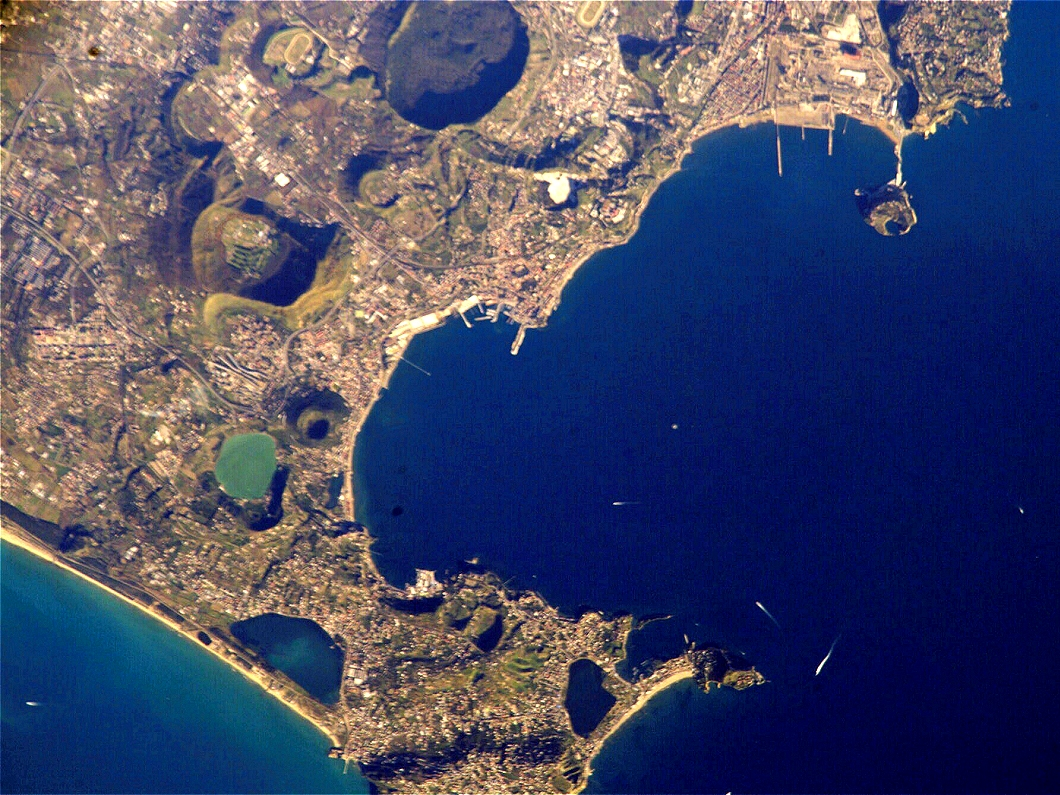
Aufnahme von der ISS
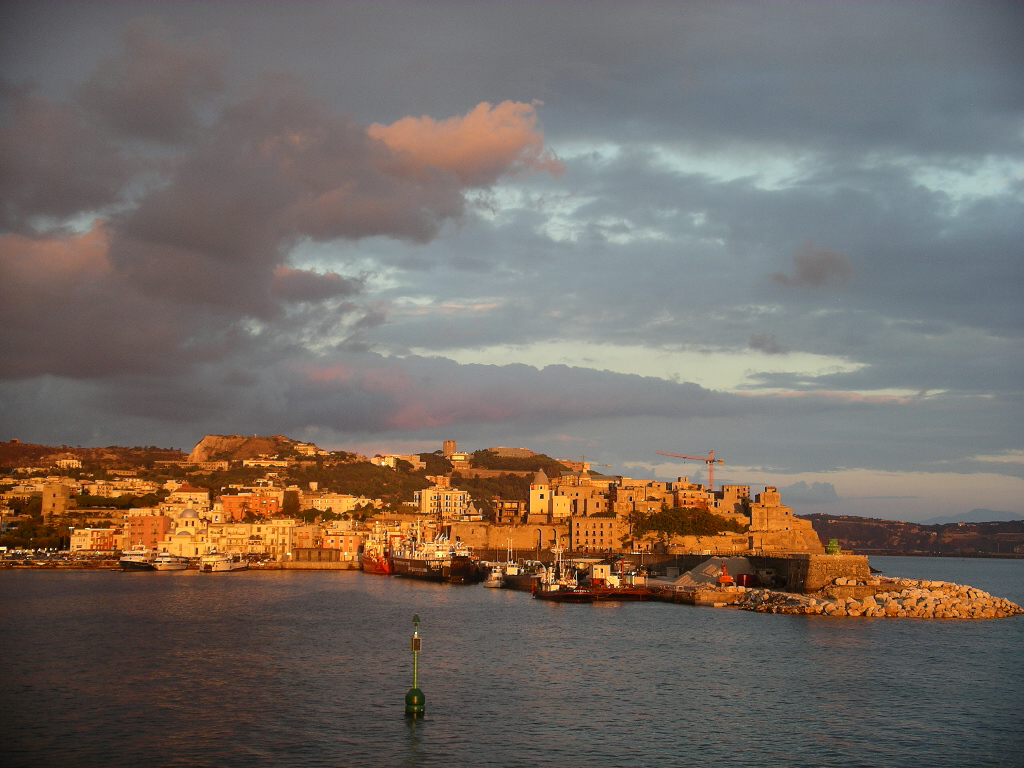
Die Altstadt von Pozzuoli
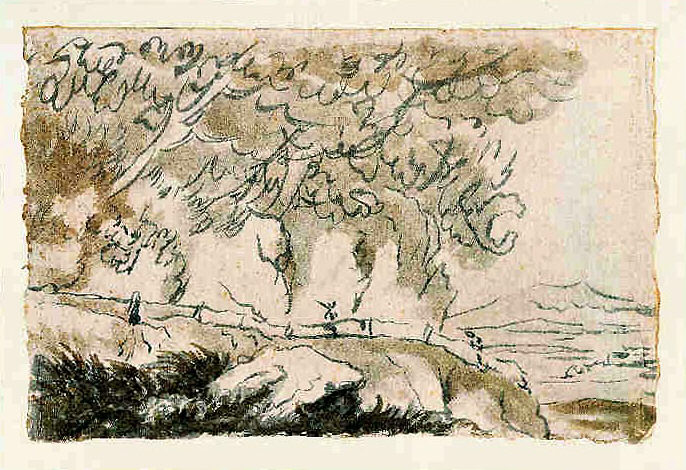
Johann Wolfgang Goethe, Die Solfatara von Pozzuoli (1787)
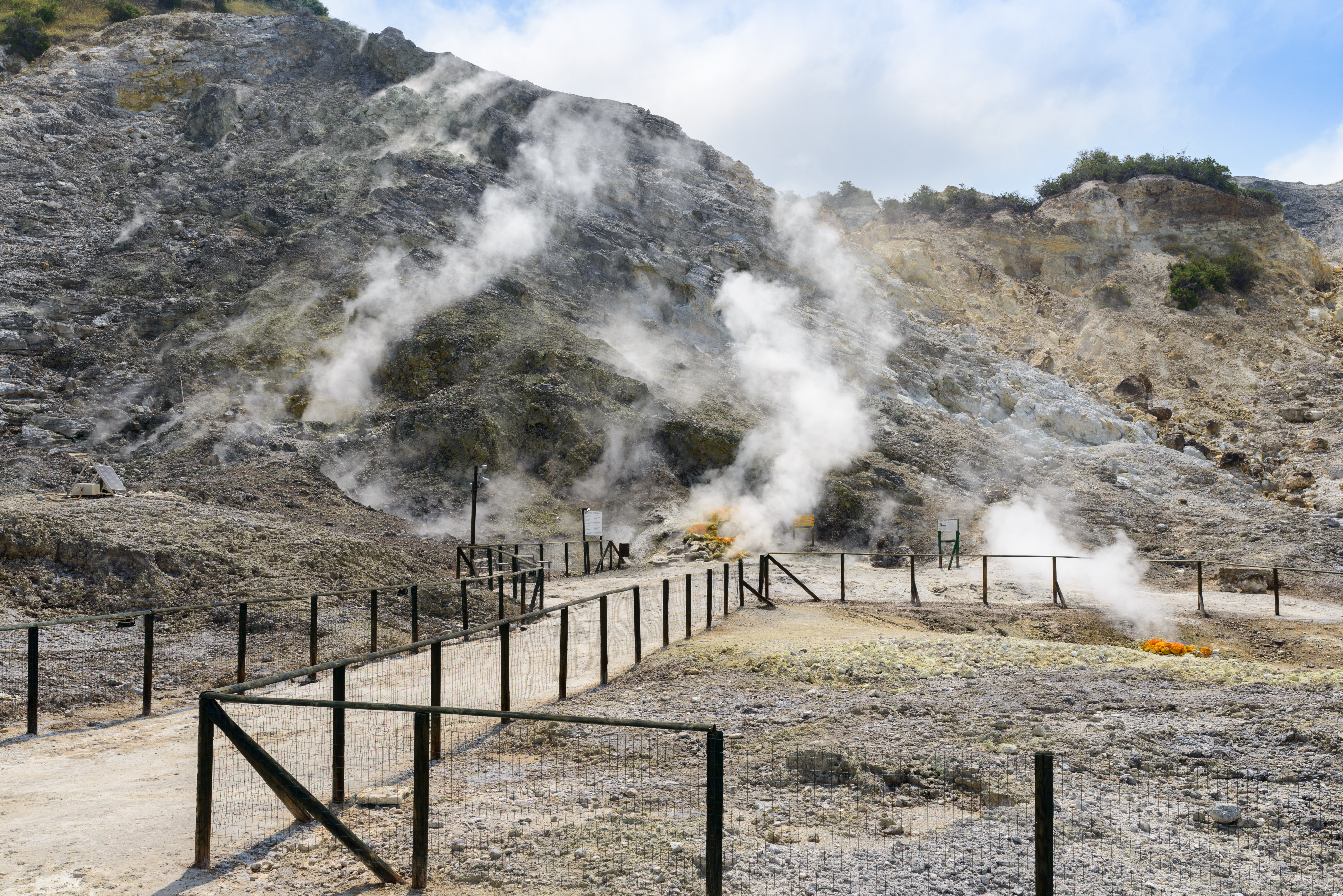
Gasaustritte (Solfataren) in der Solfatara von Pozzuoli
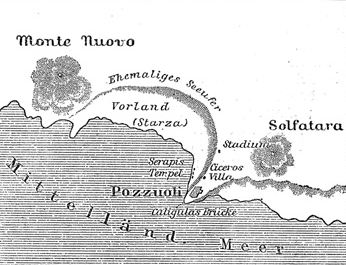
Historische Karte (um 1888)

## Ort und Umgebung
Der vulkanisch geprägte Ort ist das wichtigste Zentrum der Phlegräischen Felder. Auf Gemeindegebiet befindet sich die Solfatara. Pozzuoli hat auch der Puzzolanerde den Namen gegeben.

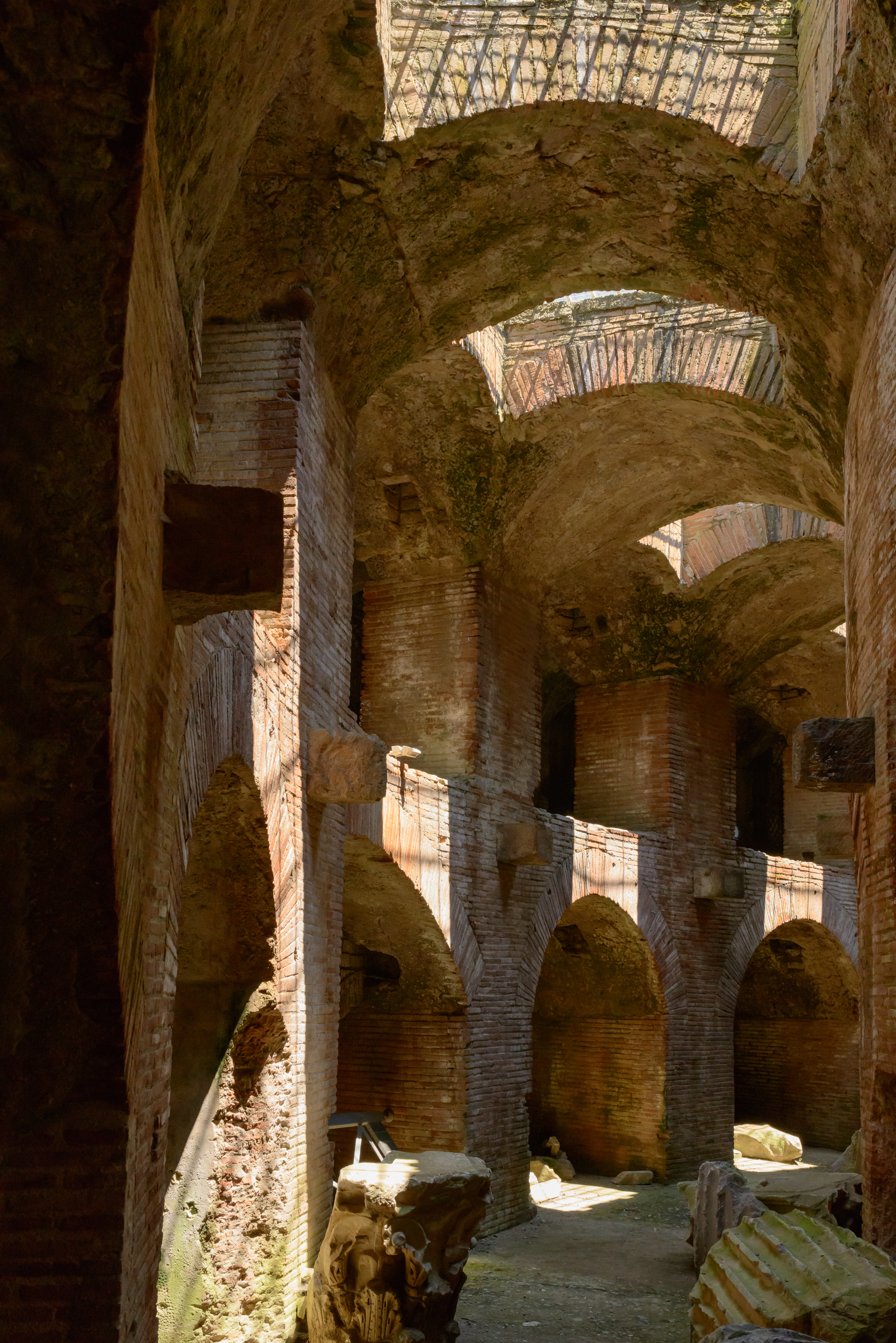
Substruktionen des flavischen Amphitheaters

Nur wenig landeinwärts der heutigen Küstenlinie liegen in der Stadtmitte die Ruinen des Macellum, eines Marktes im Bereich des antiken Hafens: Etwa 4 m unterhalb des heutigen Straßenniveaus und 2 m unterhalb des heutigen Meeresniveaus stehen einige Säulenreste, die ab 3,6 m Höhe nach oben hin ein 2,7 m breites Band von Löchern mariner Bohrmuscheln aufweisen. Diese sind ein Beleg dafür, dass sich die Erdkruste seit Errichtung der Bauten hier mehrfach gesenkt und gehoben hat, so dass die Säulen zeitweise in Schlick und Wasser versunken waren. Ursache der Bewegungen (Amplitude insgesamt über 10 m) ist der hier überall tätige Vulkanismus, wie z. B. am Vesuv. Das Auf und Ab ist z. T. ausgesprochen abrupt: 1538 entstand wenige Kilometer westwärts der Vulkan Monte Nuovo, was bei Pozzuoli in nur zwei  Tagen zu einer Bodenhebung von sechs Metern führte. Auch in letzter Zeit hob sich das Gelände in zwei Jahren zwischen 1984 und 1986 um 1,8 m. Das brachte Probleme für den Hafen mit sich. Heutzutage ist die Altstadt teilweise saniert.
Das gut erhaltene flavische Amphitheater fasste 20.000 Zuschauer. Die Kathedrale von Pozzuoli ging aus einem augusteischen Tempel hervor. Die Umgebung Pozzuolis ist, wo sie nicht durch Bebauung und Zersiedelung zerstört wurde, landschaftlich reizvoll. Zu Pozzuoli gehört zum Beispiel die südöstlich gelegene Vulkaninsel Nisida.

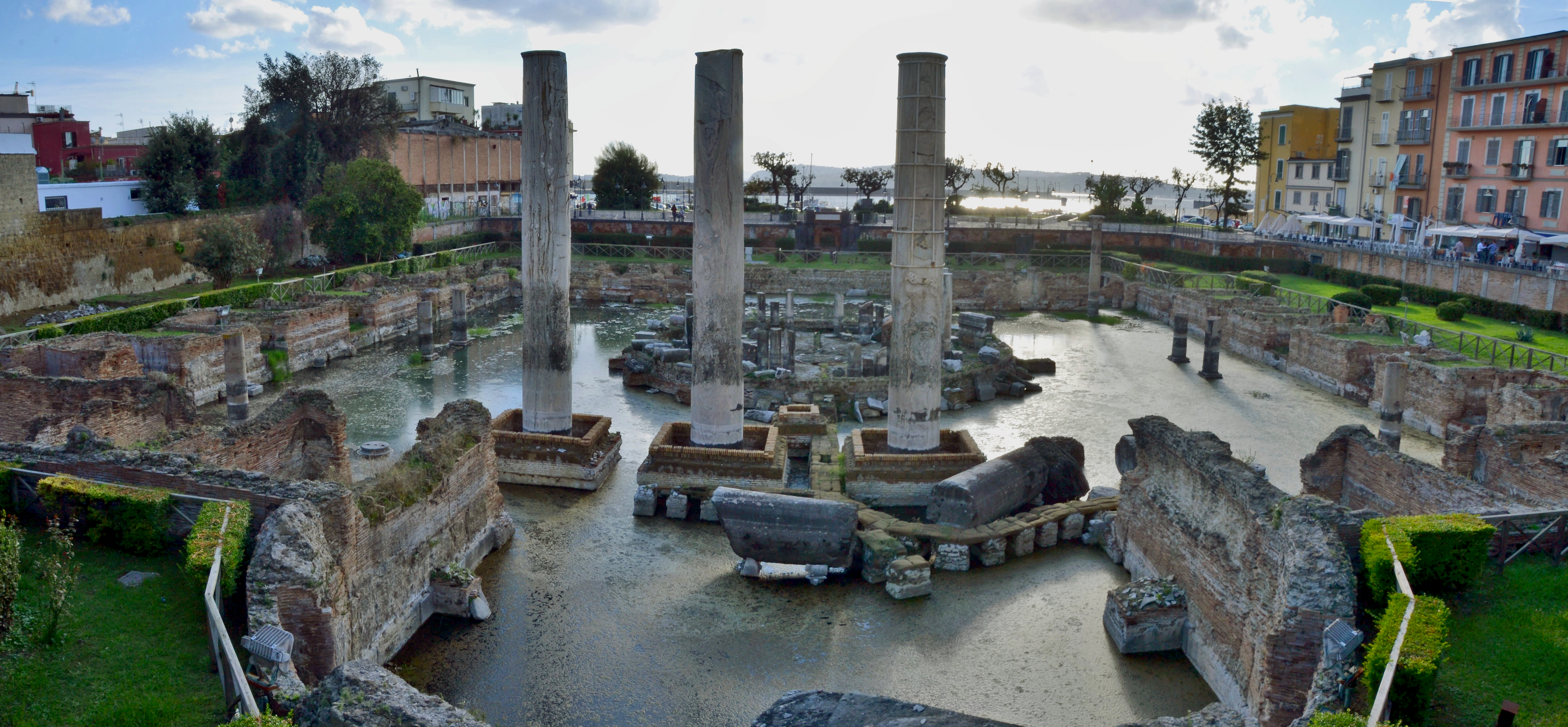
Die Ruinen des Macellum, Oktober 2017

## Wirtschaft
Der Ort lebt vom Tourismus und vom Fischfang. Der Hafen ist wichtig für die zahlreichen Fährverbindungen zur Insel Ischia und zur Insel Procida. In Pozzuoli befindet sich die Akademie der italienischen Luftwaffe.

## Städtepartnerschaften
- Agios Dimitrios, Griechenland, seit 1986
- Stettin, Polen, seit 1993
- Tarragona, Spanien, seit 2003

## Persönlichkeiten
- Um 45 v. Chr. erwarb Cicero durch Erbschaft ein Anwesen mitsamt Gärten.[7]
- Um das Jahr 60 ging hier der Apostel Paulus von Tarsus auf seiner 4. Missionsreise als römischer Gefangener an Land, um nach Rom gebracht zu werden.
- 1736 starb hier der Komponist Giovanni Battista Pergolesi.
- Die Schauspielerin Sophia Loren wuchs in Pozzuoli auf.
- Der Heilige Januarius wurde hier geköpft. In der Januariuskirche ist der Stein, auf dem er enthauptet wurde, zu sehen. Der Stein ist berühmt, weil er gemäß der katholischen Tradition zweimal im Jahr rote Flecken bekommt. Dies passiere, wenn das Blut des Heiligen im Dom zu Neapel flüssig werde.
- Im Jahr 78 vor Christus starb der römische Diktator Lucius Cornelius Sulla in seiner Villa, nachdem er überraschenderweise kurz vorher sein Konsulat und die Diktatur niedergelegt hatte.[8]